# Opere literare inspirate de Al Doilea Război Mondial
Aceasta este o listă de opere literare care au fost inspirate de al Doilea Război Mondial.

## Despre forțele aeriene
- Pierre Clostermann - Le Grand Cirque, 1946
- Pierre Clostermann, Le Grand Cirque, 1946
- Richard Hillary, Le dernier ennemi, 1940
- Antoine de Saint-Exupéry, Pilote de Guerre, 1943
- Antoine de Saint-Exupéry, Lettre à un otage, 1943
- Romain Gary, Les Racines du ciel, 1956
- Roald Dahl, Escadrille 80, 1986
- Boris Polevoi, Повесть о настоящем человеке / Povest o nastaiașcem celaveke, 1947 (în română: Povestea unui om adevărat)

## Despre forțele terestre
- Ion S. Dumitru - Tancuri în flăcări
- Sven Hassel, Legiunea blestemaților (De fordømtes Legion), 1953
- Sven Hassel, Blindatele morții, 1958
- Joseph Kessel, Le Bataillon du Ciel, 1947
- Pierre Molaine, Violences, 1944
- Pierre Molaine, Batailles pour mourir, 1945
- Pierre Molaine, Mort d'homme, 1946
- Pierre Molaine, Le Sang, 1967
- Robert Auboyneau și Jean Verdier, La gamelle dans le dos, 1972

## Rezistența
- Louis Aragon, Le Musée Grévin, 1943
- Louis Aragon, La Diane française, 1943
- Georges Bernanos, La Grande Culbute, 1940
- Marc Bloch, L’Étrange Défaite, 1940, publ. posthume en 1946
- Jean Cassou, Trente-trois poèmes écrits au secret
- Charles de Gaulle, Mémoires de guerre, Plon, 1955
- Joseph Kessel, L'Armée des ombres, Plon, 1963
- Jacques Maritain, À travers le désastre, New York, 1941
- Vercors, Le Silence de la mer, Éditions de Minuit, 1941
- John Steinbeck, The Moon is down, 1942
- Roger Vailland, Drôle de jeu,  Prix Interallié 1945

## Prizonieri de război
- Francis Ambrière, Les Grandes Vacances, 1946
- François Cavanna, Les Russkoffs, 1979

## Munca forțată a civililor
- François Cavanna, Les Russkoffs, 1978
- Alain Robbe-Grillet, Le Miroir qui revient, 1983

## Lagăre de concentrare
- Arthur Koestler, Darkness at noon, Regatul Unit 1941
- David Rousset, L'Univers Concentrationnaire, 1946
- David Rousset, Les Jours de Notre Mort, 1946
- Robert Antelme, L'Espèce humaine, Gallimard, 1947
- George Orwell, 1984, 1948
- Constantin Virgil Gheorghiu, La Vingt-cinquième heure, 1964
- Jorge Semprún, Le Grand Voyage, Gallimard, 1964
- Jorge Semprún, L'Écriture ou la Vie, Gallimard, 1995

## Holocaust
- Lorenz S.Beckhardt, Evreul cu svastica, 2016
- Christian Bernadac, Medicii imposibilului, 1968
- Anne Frank, Journal, 1942-1944
- Martin Gray, Au nom de tous les miens, 1971
- Imre Kertész, Sorstalanság, 1997 (Premiul Nobel pentru Literatură 2002).
- Iaacov Geller, Rezistența spirituală a evreilor români în timpul Holocaustului( 1940-1944) Viața economică, educația, religia, rabinatul, salvarea refugiaților și emigrarea în Israel, ed. Hasefer, 2004
- Ginette Kolinka și Marion Ruggieri, Întoarcerea la Birkenau, ed.Hasefer , 2020
- Victor Klemperer , Vreau să depun mărturie până la capăt,- Jurnal1933-1945
- Primo Levi, Si c'est un homme, 1945
- Oliver Lusting, Limbajul morții, 1990.
- Alexandru Marton, 186 de trepte: Întâmplările unui adolescent evreu în lagărele de la  Auschwitz, Mauthausen, Melk și Ebensee, ed.Hasefer, 2018
- Robert Merle, La Mort est mon métier, 1952, după memoriile comandantului de la Auschwitz, Rudölf Höss.
- Robert Merle, Moartea e meseria mea, 1962
- André Schwarz-Bart, Le Dernier des Justes
- William Styron, Le Choix de Sophie, 1978
- Art Spiegelman, Maus
- Elie Wiesel, La Nuit, 1958, prefață de François Mauriac
- Jonathan Littell, Les Bienveillantes, 2006
- Joseph Bialot, C'est en hiver que les jours rallongent, 2002.
- Ida Grinspan și Bertrand Poirot-Delpech, J'ai pas pleuré
- Tatiana de Rosnay, Elle s'appelait Sarah , 2008.
- Bension Varon, Înfruntând fascismul și supraviețuind lagărului Buchenwald: Viața și memoriile lui Hans Bergas, ed. Hasefer, 2018

## Despre viața civililor
- Constantin Virgil Gheorghiu - La Vingt-cinquième Heure, 1949
- Esther Hautzig - The Endless Steppe (1968)